# Список дипломатических миссий в Венесуэле

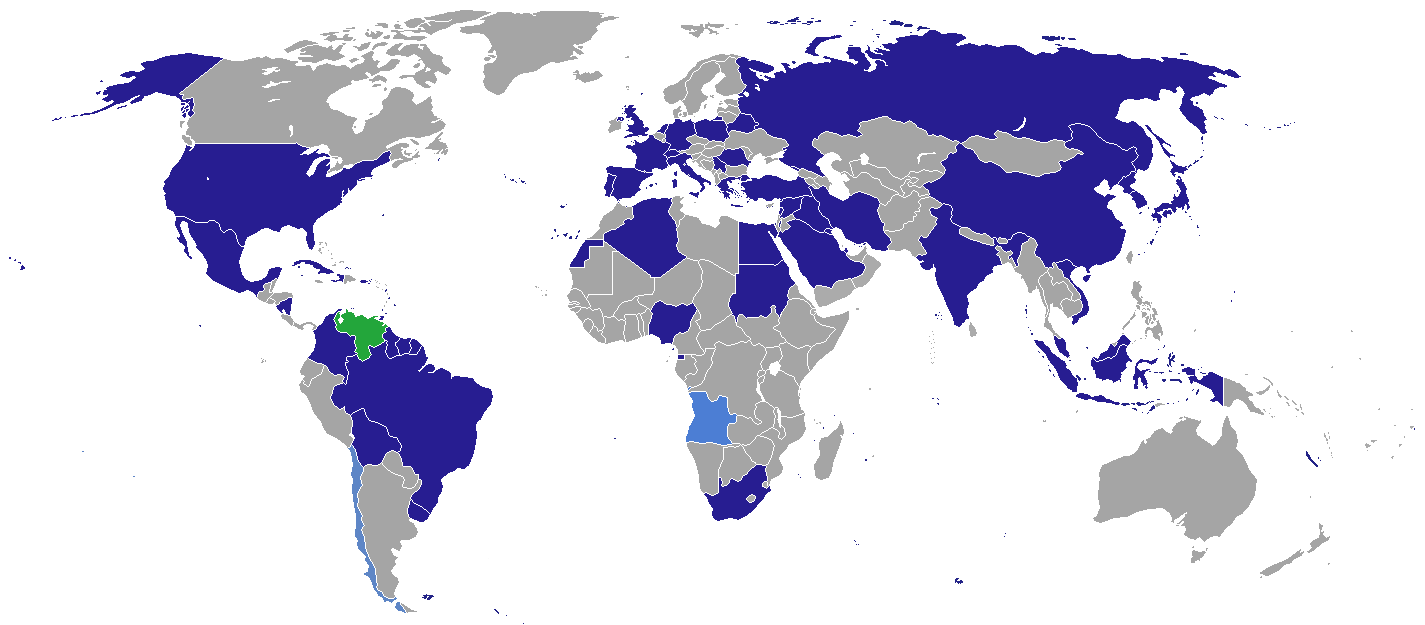
Карта, обозначающие страны, имеющие дипломатическое представительство в Венесуэле

В данной статье представлен список дипломатических миссий в Венесуэле.  На данный момент в Каракасе расположены 72 посольства.  Некоторые другие страны аккредитовали свои посольства в столицах близ лежащих стран.  В этот список также включены генеральные консульства.

## Посольства
Каракас
| - Абхазия - Австрия - Алжир - Аргентина - Барбадос - Беларусь - Бельгия - Боливия - Бразилия - Ватикан - Великобритания - Вьетнам - Гаити - Гайана - Гамбия - Гватемала - Гвинея-Бисау - Германия - Гондурас - Гренада - Греция - Доминиканская Республика - Египет - Индия | - Индонезия - Иран - Ирак - Испания - Италия - Канада - Катар - КНДР - Китай - Колумбия - Коста-Рика - Куба - Ливан - Ливия - Малайзия - Мальтийский орден - Мексика - Нидерланды - Никарагуа - Нигерия - Палестина - Панама - Парагвай | - - Перу - Польша - Португалия - Румыния - Россия - САДР - Сальвадор - Саудовская Аравия - Сирия - Судан - Суринам - США - Тринидад и Тобаго - Турция - Уругвай - Франция - Чили - Швейцария - Эквадор - Экваториальная Гвинея - ЮАР - Южная Корея - Ямайка - Япония |

## Миссии
- Европейский союз (Делегация)

## Консульства
Каракас
- Ангола Генеральное консульство

Баринас
- Колумбия Консульство

Баркисимето
- Колумбия Консульство

Сьюдад-Гуаяна
- Бразилия Консульство

Эль Ампаро
- Колумбия Консульство

Мачигес
- Колумбия Консульство

Маракайбо
- Колумбия Генеральное консульство
- Италия Консульство
- США Консульское агентство

Мерида
- Колумбия Консульство

Пуэрто-Аякучо
- Бразилия Вице-консульство
- Колумбия Генеральное консульство

Пуэрто-ла-Крус
- Колумбия Консульство

Пуэрто-Ордас
- Генеральное консульство

Сан-Антонио-дель-Тачира
- Колумбия Консульство

Сан-Антонио-дель-Тачира
- Колумбия Консульство

Сан-Кристобаль
- Колумбия Генеральное консульство

Сан-Фернандо-де-Атабапо
- Колумбия Консульство

Санта-Элена-де-Уайрен
- Бразилия Вице-консульство

Валенсия
- Колумбия Консульство
- Куба Генеральное консульство
- Португалия Генеральное консульство

## Аккредитованные посольства
Базируются в Бразилиа, если не указан иной вариант.
| - Австралия (Лима) - Азербайджан (Нью-Йорк) - Ботсвана - Бруней (Оттава) - Болгария (Мехико) - Хорватия (Лима) - Кипр (Мехико) - Чехия - Дания - Финляндия (Сантьяго) - Венгрия - Исландия (Оттава) | - Ирландия (Мехико) - Мальта (Валлетта) - Новая Зеландия (Мехико) - Норвегия (Богота) - Филиппины - Сербия (Гавана) - Сингапур - Словакия - Словения - Шри-Ланка (Гавана) - Эсватини (Вашингтон) - Швеция (Богота) | - Танзания |

## Бывшие посольства
- Чехия[12]
- Финляндия[12]
- Венгрия[12]
- Израиль[12]
- Марокко[12]
- Норвегия[13]
- Филиппины